# 아이신기오로 쇼토
아이신기오로 쇼토(愛新覺羅碩託, ᡧᠣᡨ᠋ᠣ, Aisin Gioro Šoto, 1600-1643)는 청(淸) 태조(太祖) 누르하치(努爾哈赤, Nurhaci)의 손자이자 예렬친왕(禮烈親王) 다이샨(代善, Daišan)의 차남이다.

## 생애
쇼토는 처음 타이지(台吉) 직에 제수되었다. 천명(天命) 6년(1621), 후금(後金)의 대군을 따라 명 원정에 나섰고 봉집보(奉集堡)를 공격하였다. 천명 10년(1626), 3버일러(三貝勒) 망굴타이(莽古爾泰, Manggūltai)와 함께 코르친부(科爾沁部) 구원에 나섰다. 천명 11년(1627), 다이샨을 따라 칼카(喀爾喀) 바린부(巴林部) 토벌에 나섰으며, 이후 다시 자루트부(扎魯特部) 원정에 나섰다. 두 전투에서 쇼토는 모두 공적을 올렸고 버일러(貝勒)에 제수되었다. 천총(天聰) 원년(1627) 2버일러(二貝勒) 아민(阿敏) 등을 따라 정묘호란(丁卯胡亂)에 나서 조선(朝鮮)을 침공하였다. 또한 홍타이지(皇太極, Hong Taiji)를 따라 대릉하(大凌河)에서 명군과 싸웠고 금주(錦州)를 포위하였다. 천총 4년(1630), 대군이 영평(永平)을 공격하여 함락하자, 쇼토는 아민과 함께 영평 현지에 주둔하였다. 그러나 아민이 멋대로 군대를 끌고 귀환한 것에 쇼토는 연좌되어 작위가 박탈되었다. 천총 5년(1631), 쇼토는 대군을 따라 금주를 공격하였고, 명군은 아지거(阿濟格, Ajige)의 군영을 공격하자 쇼토는 역전하였고, 전투 도중 허벅지에 부상을 입었다. 이에 홍타이지는 친히 금잔에 술을 따라주며 쇼토를 위로하였다. 명군이 대릉하로 도주하자 쇼토는 명 장수 장춘(張春)을 공격하였고 이때 다시 손에 부상을 입었다. 쇼토의 공로가 논공행상에 올랐고, 쇼토에게는 채단(采緞) 10필과 포(布) 100필이 상으로 하사되었다. 천총 8년(1634), 다이샨을 따라 객랄악박(喀喇鄂博)에서 득승보(得勝堡)를 공격하여 함락하였고, 다시 삭주(朔州)의 기병을 격파하였다. 쇼토는 자신의 세번째 동생 아이신기오로 사할리얀(薩哈璘, Sahaliyan)과 함께 대주(代州)를 침공하였고 곽현(崞縣)을 공격하여 함락하였으며, 군대를 나눠 원평역(原平驛)을 공격하여 함락하였다. 이에 쇼토는 버이서(貝子)에 봉해졌다.
숭덕(崇德) 원년(1636), 쇼토는 청(淸)의 대군을 따라 조선 원정에 참여, 병자호란(丙子胡亂)에 참전하였다. 쇼토는 남한산성(南漢山城)을 포위 공격하였고 구원병 2만여 명을 격파하였다. 숭덕 2년(1637), 쇼토는 아지거와 함께 피도(皮島)를 공격하였다. 숭덕 3년(1638), 쇼토는 지르갈랑(濟爾哈朗, Jirgalang)과 함께 영원성(寧遠城)을 공격하였다. 숭덕 4년(1639), 홍타이지를 참월한 죄를 쇼토는 보국공(輔國公)으로 강등되었다. 아지거와 함께 명 원정에 나서 무수히 많은 포로를 잡았고 논공행상을 통하여 낙타와 말 각 1필을 포상으로 받았다. 숭덕 5년(1640) 6월, 예친왕(睿親王) 도르곤(多爾袞)을 따라 금주 포위에 나섰다. 성을 떠나 오래동안 주둔하였다는 것, 그리고 병사를 파견하여 제멋대로 돌아가게 했다는 것, 이 두가지 죄로 인하여 조정에서는 쇼토의 작위를 삭탈하기로 결의하였다. 홍타이지는 쇼토를 질책한 후에 감형하여 벌은(罰銀) 1천량을 내게 하였다. 또한 쇼토는 다시 버이서에 봉해졌다. 숭덕 8년(1643), 청 태종 홍타이지가 붕어한 후, 쇼토는 조카이자 사할리얀의 장남인 아달리(阿達禮)가 도르곤을 옹립하는 것을 획책하였으나 발각되어 유배형에 처하였다. 이후 쇼토는 유배지에서 사망하였으며 관작은 삭탈되었으며 종실 자격도 박탈되었다.

## 참고문헌
- 『청사고(淸史稿)』 「열전(列傳)3」제왕(諸王)2
- 『청사고(淸史稿)』 「표(表)2」 황자세표(皇子世表)2